# Heinrich Schnee

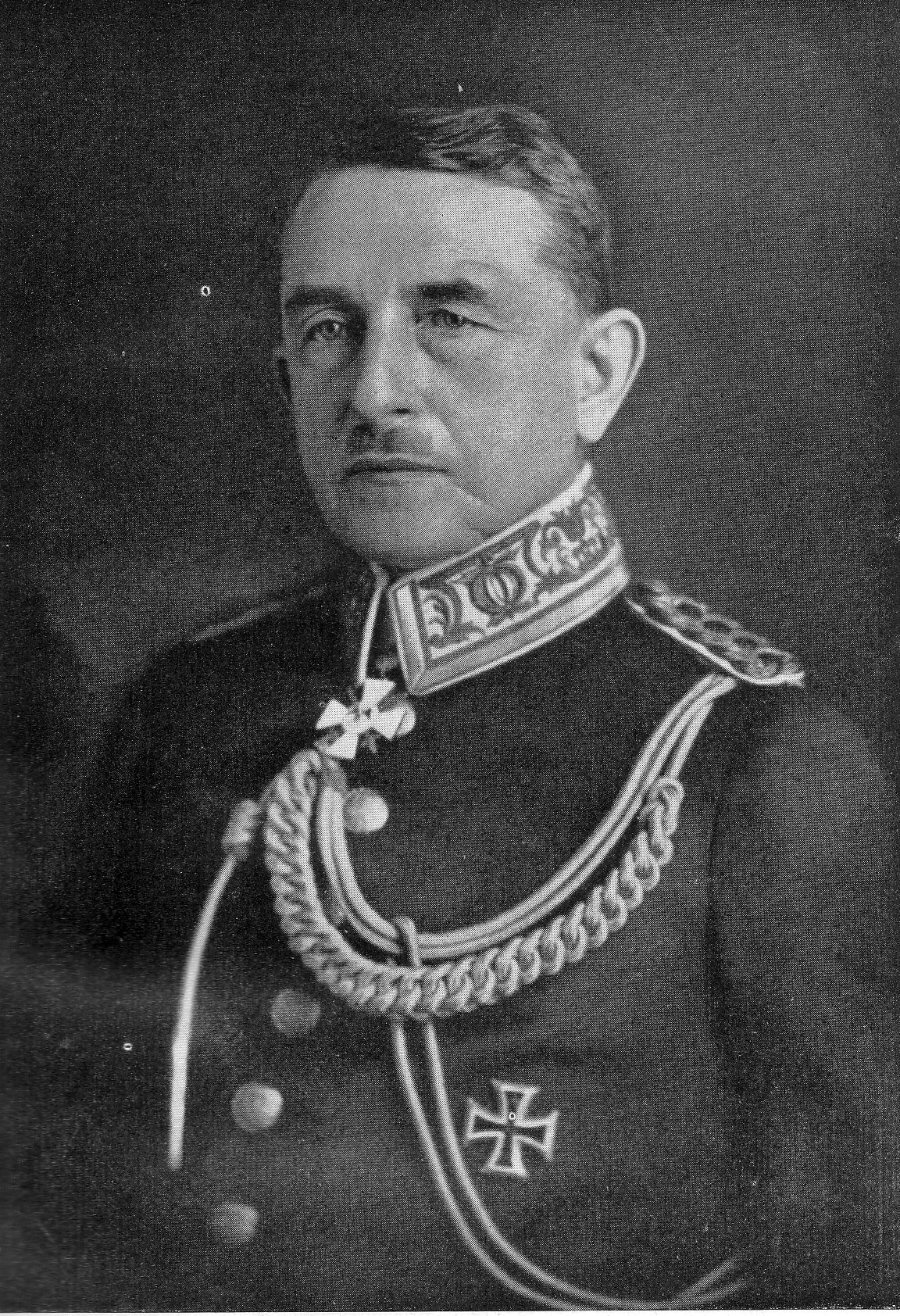
Heinrich Schnee als Gouverneur a. D. in den 1920er Jahren

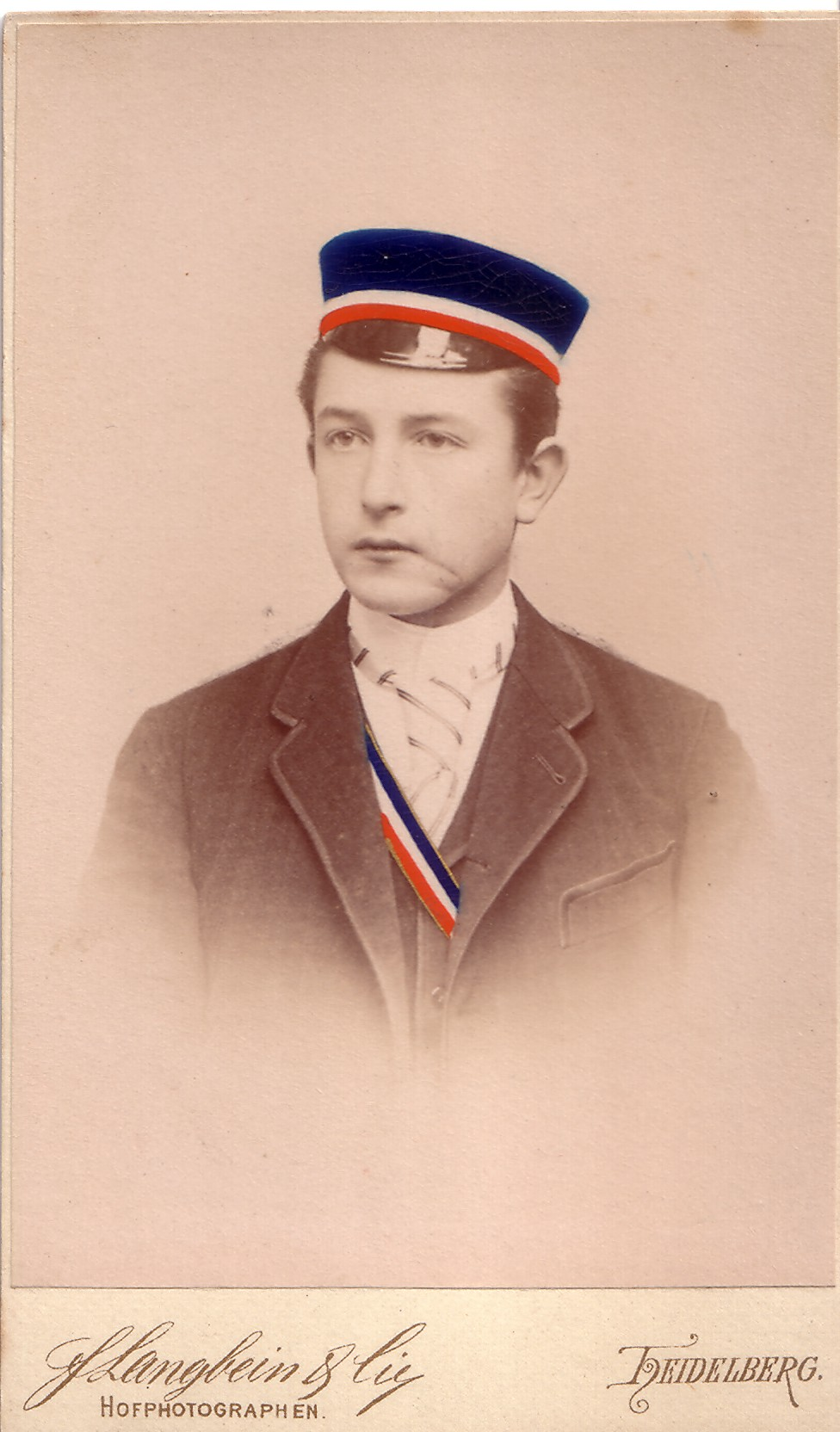
Heinrich Schnee als Heidelberger Rhenane

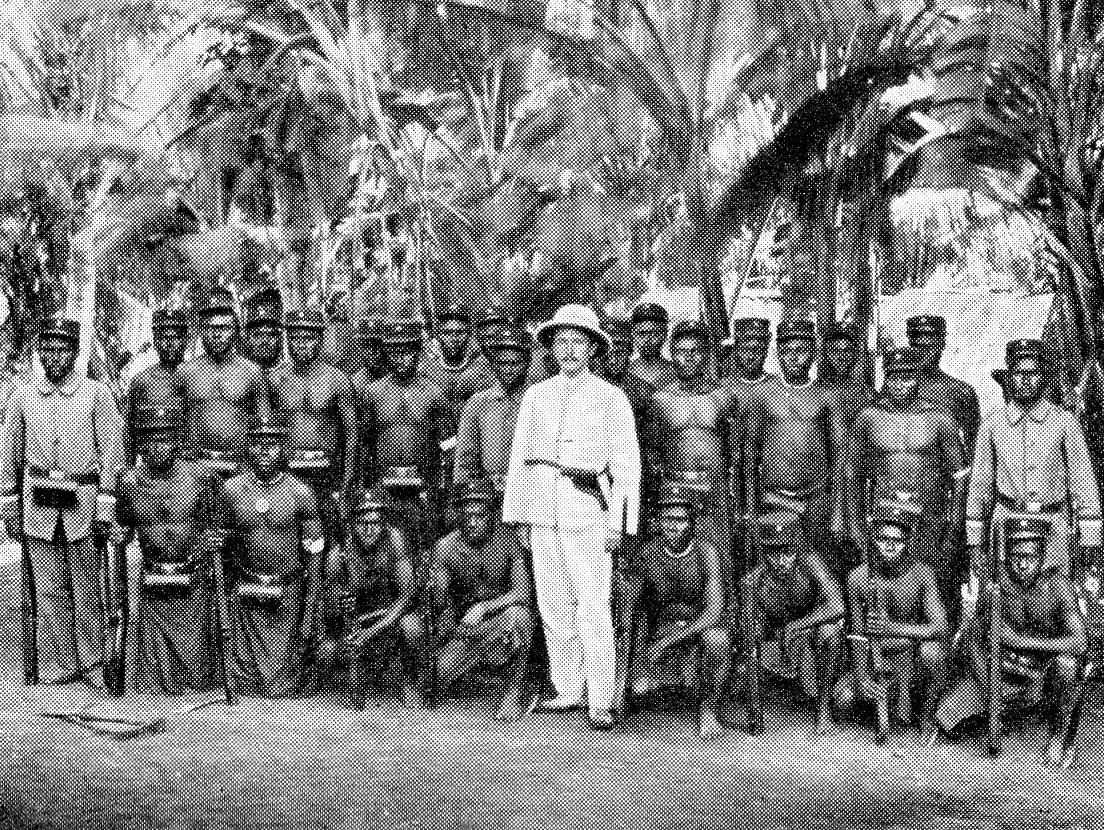
Dr. Heinrich Schnee, Herbertshöhe (heute Kopoko), Deutsch-Neuguinea 1900, mit Angehörigen der Polizeitruppe Neuguinea. Aufnahme durch Leutnant zur See Max Fleck (1874–1942), SMS SEEADLER.

Heinrich Albert Schnee (* 4. Februar 1871 in Neuhaldensleben; † 23. Juni 1949 in Berlin) war ein deutscher Jurist, Kolonialbeamter, Politiker, Schriftsteller und Verbandsfunktionär.

## Laufbahn
Schnee wurde in Neuhaldensleben als Sohn des Landgerichtsrats Hermann Schnee (1829–1901) und seiner Frau Emilie, geb. Scheibe (* 1840), geboren. Er besuchte das Gymnasium in Nordhausen am Harz und studierte Rechtswissenschaften in Heidelberg (Mitglied des Corps Rhenania Heidelberg), Kiel und Berlin (Dr. jur., 1893). 1897 erhielt er eine Anstellung im Auswärtigen Amt, 1898 wurde er Richter und stellvertretender Gouverneur in Deutsch-Neuguinea. 1900 wurde er als Bezirksamtmann und stellvertretender Gouverneur nach Samoa versetzt. Nach 1904 war er als Legationsrat in der Kolonialabteilung des Auswärtigen Amtes wieder in Deutschland.
1905 wurde er Kolonialbeirat der Botschaft in London, 1906 Vortragender Rat, 1907 Dirigent und ab 1911 Ministerialdirektor sowie Leiter der politischen und Verwaltungsabteilung im Reichskolonialamt Berlin.

## Schnee als Gouverneur von Deutsch-Ostafrika
Von 1912 bis 1919 war er letzter Gouverneur von Deutsch-Ostafrika. Geprägt war seine Amtszeit durch den Ersten Weltkrieg. Nach anfänglicher Respektierung der Kongo-Akte begann Großbritannien mit einer Invasion Deutsch-Ostafrikas. Die Besetzung scheiterte 1914 an der Schutztruppe für Deutsch-Ostafrika unter Oberstleutnant Paul von Lettow-Vorbeck, der sich von nun an in Ostafrika bis zum Kriegsende in einer Art Guerillakrieg, der auch Nachbarkolonien verwüstete, gegen eine große Übermacht britischer, südafrikanischer, indischer, portugiesischer und belgischer Truppen trotz großer Verluste behaupten konnte. 
Gemäß dem Waffenstillstand von Compiègne legte die Schutztruppe am 25. November 1918 ihre Waffen nieder, wurde interniert und ab Januar 1919 nach Deutschland abtransportiert. Die Überführung der militärisch ungeschlagenen Schutztruppe in die Heimat war eines der wenigen Zugeständnisse der Sieger im Waffenstillstandsabkommen. Als Helden gefeiert zogen Lettow-Vorbeck und Schnee am 2. März 1919 an der Spitze ihrer Truppe durch das Brandenburger Tor in Berlin ein.

## Politische Tätigkeit
Nach dem Ersten Weltkrieg wurde Schnee Reichstagsabgeordneter für die Deutsche Volkspartei, aus der er allerdings 1932 austrat. Ende 1932 wurde er in der deutschen Presse zeitweilig als möglicher Reichskanzler gehandelt. Von 1933 bis 1945 gehörte er der NSDAP an und wurde von Hitler erneut als Abgeordneter für den Reichstag bestimmt.
Schnee galt auch international als führender Repräsentant der deutschen Kolonialinteressen und wurde wiederholt zu Vortragsveranstaltungen in die Vereinigten Staaten und ins europäische Ausland eingeladen. Seine Reputation führte 1932 zur Berufung in die Mandschurei-Kommission des Völkerbundes (sog. Lytton-Kommission), die angesichts des militärischen Konflikts zwischen China und Japan um den Einfluss in der Mandschurei Verhandlungen mit den beiden Mächten führte und dem Völkerbund Bericht erstattete.

## Schnee als Verbandsfunktionär
Im Jahr 1926 wurde Schnee Präsident des Bundes der Auslandsdeutschen (BdA). Der BdA verlor nach Schnees Absetzung im Mai 1933 und dem Übergang großer Teile zur Auslandsorganisation der NSDAP im Zuge der „Machtergreifung“ jede Bedeutung. Schnee übernahm im Mai 1933 den Vorsitz der eilig gebildeten Nachfolgeorganisation der Deutschen Liga für Völkerbund, der Deutschen Gesellschaft für Völkerbundfragen, deren Tätigkeit für die Hitler-Regierung nach dem Austritt Deutschlands aus dem Völkerbund im Oktober 1933 zum Erliegen kam. Sie existierte jedoch, mit völkerrechtlichen Studien beschäftigt, als Deutsche Gesellschaft für Völkerrecht und Weltpolitik bis 1945 fort.
Von 1930 bis 1936 war Schnee letzter Präsident der Deutschen Kolonialgesellschaft (DKG), die dann im Reichskolonialbund (RKB) aufging. Von 1933 bis 1945 war Schnee Präsident der Deutschen Weltwirtschaftlichen Gesellschaft, einer Unterorganisation des BdA. Von den Alliierten wegen seines NSDAP-Mandats im Reichstag zunächst als belastet eingestuft, konnte Schnee nach dem Zweiten Weltkrieg seine Arbeit nicht mehr aufnehmen.
Heinrich Schnee starb am 23. Juni 1949 im Alter von 78 Jahren bei einem Autounfall in Berlin. Sein Grab befindet sich auf dem landeseigenen Friedhof Heerstraße in Berlin-Westend (Grablage: I-Wald-14).

## Historische Einordnung
Heinrich Schnee gilt als eine der prominenten Persönlichkeiten des deutschen Geschichtsrevisionismus, der die Ergebnisse des Ersten Weltkriegs nicht wahrhaben wollte. Schnees besonderes Interesse galt der Wiedergewinnung der verlorenen Kolonien. Durch Veröffentlichungen von Büchern und Aufsätzen als Politiker, Verbandsfunktionär und Vortragender versuchte er, der „kolonialen Frage“ eine nationale Bedeutung zu verleihen und für die Rückgewinnung der ehemaligen Kolonialgebiete zu werben. Mit der Gleichschaltung der Kolonialverbände 1936 zeichnete sich ab, dass sein Einfluss erloschen war. Schnee wurde bei der Führung des RKB nicht mehr berücksichtigt und trat dem neuen Verband nicht mehr bei.

## Ehe mit Ada Schnee

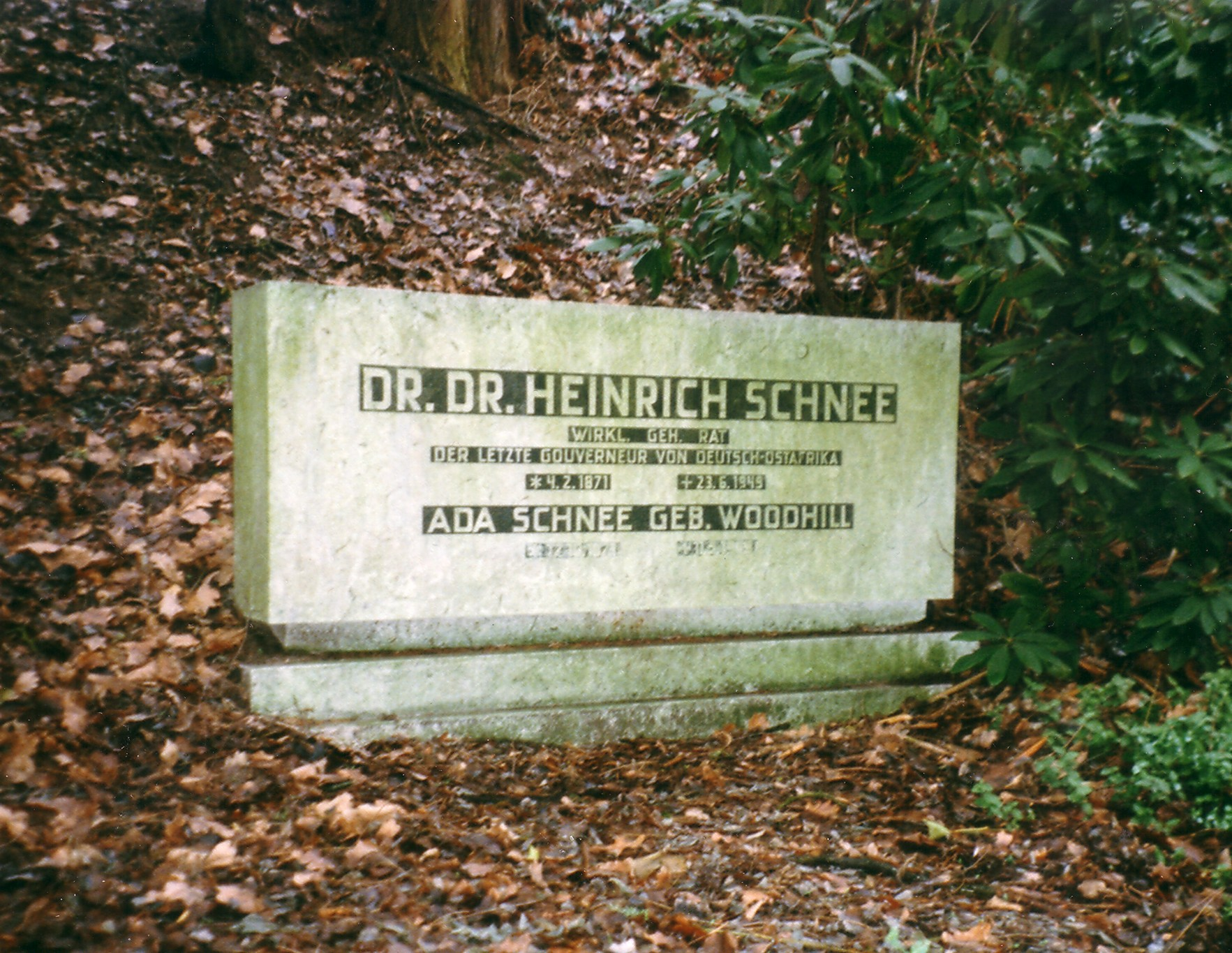
Grab von Heinrich und Ada Schnee auf dem Friedhof Heerstraße in Berlin-Westend

Heinrich Schnee war seit seiner Eheschließung am 7. November 1901 mit der ehemaligen Schauspielerin und späteren Autorin Ada Schnee verheiratet. Aufgrund ihrer Abstammung als Tochter eines englischen Vaters besaß sie auch die britische Staatsangehörigkeit.
Geboren als Ada Adeline Woodhill war sie in Australien aufgewachsen, wo sie in jungen Jahren eine Karriere als Theaterschauspielerin begann. Im Oktober 1900 verließ sie Sydney per Schiff, um neue Engagements in den USA zu erlangen. Auf demselben Dampfer lernte sie den 29-jährigen deutschen Diplomaten Heinrich Schnee kennen. Nach ihrer Heirat begleitete sie ihren Mann auf seinen weiteren Dienstorten, bevor Heinrich Schnee mit seiner Ehefrau 1912 sein Amt als Gouverneur von Deutsch-Ostafrika antrat.:204
Nachdem das Ehepaar durch die Kriegshandlungen in Ostafrika getrennt worden war, konnte Ada Schnee bereits 1917 nach Deutschland zurückkehren. Ihre autobiografische Schrift Meine Erlebnisse während der Kriegszeit in Deutsch-Ostafrika über ihr Leben in Deutsch-Ostafrika als Frau des letzten deutschen Gouverneurs wurde 1918 veröffentlicht. Darin schrieb sie über ihre Erfahrungen als Augenzeugin des Ersten Weltkriegs in Ostafrika und ihre Erlebnisse als weibliche Zivilgefangene der belgischen und britischen Militärbehörden.
1964 veröffentlichte Ada Schnee die Memoiren ihres verstorbenen Mannes über seine Jahre als Gouverneur in Deutsch-Ostafrika unter dem Titel Als letzter Gouverneur in Deutsch-Ostafrika – Erinnerungen.

## Auszeichnungen und Ehrungen
- 1925 Ernennung zum Dr. rer. pol. h. c. der Universität Hamburg
- 1941 Adlerschild des Deutschen Reiches

## Veröffentlichungen
- Bilder aus der Südsee. Unter den kannibalischen Stämmen des Bismarck-Archipels. Reimer, Berlin 1904, (urn:nbn:de:gbv:46:1-11680)
- Unsere Kolonien. Quelle & Meyer, Leipzig 1908, (urn:nbn:de:gbv:46:1-10364)
- Deutsch-Ostafrika im Weltkriege. Wie wir lebten und kämpften. Quelle und Meyer, Leipzig 1919, (urn:nbn:de:gbv:46:1-11033)
- Deutsches Koloniallexikon (Hrsg.). Quelle und Meyer, Leipzig 1920.
- Braucht Deutschland Kolonien? Quelle und Meyer, Leipzig 1921.
- Die koloniale Schuldlüge. Sachers und Kuschel, Berlin 1924.
  - englisch: German Colonization Past and Future. The Truth about the German Colonies, Nachdruck Kennikat Press, Port Washington/London 1970.
  - spanisch: La colonización alemana: El pasado y el future.La verdad sobre los colonias alemanes, con un prologo de José Vasconcelos. München, Editore Internacional 1929.
  - italienisch: La colonizzazione germanica: Il suo passato ed il suo futuro nach der englischen Übersetzung von 1926 übersetzt. Santoro, Rom 1932.
  - italienisch: La menzonga inglese della colpa colonial. Vallecchi, Florenz 1941.
- Nationalismus und Imperialismus. Reimar Hobbing, Berlin 1928.
- Zehn Jahre Versailles (Hrsg., zusammen mit Hans Draeger), 3 Bände, Brückenverlag, Berlin 1929/30.
- Völker und Mächte im Fernen Osten. Eindrücke von einer Reise mit der Mandschurei-Kommission. Deutsche Buch-Gemeinschaft, Berlin 1933.
- Die deutschen Kolonien vor, in und nach dem Weltkrieg. Quelle und Meyer, Leipzig 1935.
- Deutschlands koloniale Forderung. Wendt, Berlin 1937.
- Kolonialmacht Deutschland, Deutsche Jugendbücherei No. 679–681. Verlag H. Hilger, Berlin 1940.
- Als letzter Gouverneur in Deutsch-Ostafrika – Erinnerungen, hrsg. von Ada Schnee. Quelle und Meyer, Heidelberg 1964.